# Bendfeld
Bendfeld település Németországban, Schleswig-Holstein tartományban. Lakosainak száma 201 fő (2023. december 31.).

## Népesség
A település népességének változása:
| Lakosok száma | 260  | 215  | 214  | 209  | 199  | 205  | 201  |
|               | 1975 | 2014 | 2017 | 2019 | 2021 | 2022 | 2023 |